# بطولة الأمم الرئيسية 1891
بطولة الأمم الرئيسية 1891 (بالإنجليزية: 1891 Home Nations Championship)‏ هو الموسم 9 من  بطولة الأمم الرئيسية. كان عدد الأندية المشاركة فيه  4، وفاز فيه منتخب اسكتلندا الوطني لاتحاد الرغبي.